# Никола Стипић
Никола Стипић (Бихаћ, 18. децембар 1937) је бивши југословенски и српски фудбалер.

## Каријера
Поникао је у Црвеној звезди у генерацији Драгослава Шекуларца, а за први тим Црвене звезде дебитовао је у сезони 1956/57, за коју је играо до 1964. године. За Црвену звезду је одиграо 79 првенствених утакмица и постигао 15 голова, а освојио и четири шампионске титуле — 1957, 1959, 1960 и 1964. године, као и три пута Куп Југославије — 1958, 1959 и 1964. године.
За фудбалску репрезентацију Југославије одиграо је једну утакмицу, 19. септембра 1962. године, против фудбалске репрезентације Етиопије, две за „Б” тим репрезентације Југославије и једну за омладински тим, увек на позицији десног крила.
Био је брз, добар техничар, солидан дриблер, све док није доживео тешку повреду колена, након које је имао две операције менискуса и завршио каријеру у двадесет и шестој години. Након завршетка фудбалске каријере, радио је као новинар Вечерњих новости. Био је један од најбољих десних крила у историји фудбалског клуба Црвена звезда.